# FC Zbrojovka Brno
1. FC Brno este un club de fotbal din Brno, Cehia.

## Foste Denumiri
- SK Židenice (1913-1947)
- Zbrojovka Brno (1951-1956)
- Spartak ZJŠ Brno (1956-1968)
- Zbrojovka Brno (1968-1992)
- Boby Brno (1992-2000)
- Stavo Artikel Brno (2000-2002)

În 1961, a fost o fuziune între RH Brno și Spartak ZJŠ Brno (1953-1961).

## Lotul actual
| Nr. |          | Poziție | Jucător           |
| --- | -------- | ------- | ----------------- |
| 1   | Cehia    | P       | Martin Lejsal     |
| 2   | Cehia    | F       | Martin Jílek      |
| 3   | Cehia    | F       | Petr Čoupek       |
| 5   | Cehia    | M       | David Cupák       |
| 6   | Cehia    | M       | Lukáš Křeček      |
| 7   | Cehia    | M       | Richard Dostálek  |
| 8   | Slovacia | A       | Andrej Hodek      |
| 9   | Cehia    | M       | Tomáš Okleštěk    |
| 10  | Cehia    | M       | Filip Chlup       |
| 11  | Cehia    | M       | Jan Kalabiška     |
| 12  | Cehia    | F       | František Dřížďal |
| 13  | Slovacia | F       | Juraj Križko      |
| 14  | Cehia    | A       | Michael Rabušic   |
| 15  | Cehia    | M       | Marek Střeštík    |

| Nr. |          | Poziție | Jucător                                      |
| --- | -------- | ------- | -------------------------------------------- |
| 16  | Cehia    | M       | Jakub Červinek                               |
| 17  | Slovacia | P       | Martin Poláček                               |
| 19  | Cehia    | M       | Tomáš Michálek (on loan from FK Jablonec)    |
| 20  | Cehia    | P       | Tomáš Bureš                                  |
| 21  | Cehia    | M       | Tomáš Polách                                 |
| 22  | Cehia    | F       | Jan Trousil                                  |
| 23  | Cehia    | A       | Josef Šural                                  |
| 24  | Serbia   | F       | Zdravko Kovačevič                            |
| 25  | Cehia    | F       | Martin Hudec (on loan from Sigma Olomouc)    |
| 26  | Cehia    | A       | Tomáš Došek                                  |
| 27  | Cehia    | M       | Filip Rýdel (on loan from FC Viktoria Plzeň) |
| 29  | Cehia    | F       | Josef Dvorník                                |
| 30  | Slovacia | F       | Martin Husár                                 |

## Jucători Faimoși
- Jan Novák
- Josef Novák
- Antonín Laštovička
- Antonín Carvan
- Oldřich Rulc
- Karel Pešek
- Karel Burkert
- Eduard Vaněk
- Karel Nepala
- Jan Šimek
- Karel Kopecký
- Karel Kohlík
- Vlastimil Bubník
- Karel Lichtnégl
- Ján Popluhár
- František Schmucker
- Jozef Bomba
- Ivo Viktor
- Karel Kroupa
- Karel Jarůšek
- Rostislav Václavíček
- Josef Hron
- Jindřich Svoboda
- Vítězslav Kotásek
- Josef Mazura
- Petr Janečka
- Karel Dvořák
- Roman Kukleta
- René Wagner
- Petr Křivánek
- Richard Dostálek
- Luboš Přibyl
- Milan Pacanda
- Marek Zúbek
- Jan Polák

## Antrenori Faimoși
- Václav Vohralík
- Jenö Konrád
- Josef Eremiáš
- Josef Bican
- Karel Kolský
- František Havránek
- Josef Masopust
- František Cipro
- Petr Uličný
- Karel Večeřa
- Miroslav Beránek